# Mansuphantes ovalis
Mansuphantes ovalis es una especie de araña araneomorfa del género Mansuphantes, familia Linyphiidae, orden Araneae. La especie fue descrita científicamente por Tanasevitch en 1987.

## Descripción
El cuerpo del macho mide 1,9 milímetros de longitud y la hembra 2,1 milímetros.

## Distribución
Se distribuye por Rusia (Europa), Georgia y Azerbaiyán.